# Yiğit Özşener
Yiğit Özşener (Esmirna, 7 de abril de 1972) es un actor y actor de voz turco.

## Biografía
Yiğit Özşener nació el 7 de abril de 1972 en Esmirna (Turquía), de origen inmigrante de Kavala, en Grecia por parte de su padre y de origen inmigrante de Skopie, en Macedonia por parte de su madre;y además de turco, habla inglés y francés con fluidez.

## Carrera
Yiğit Özşener en 1996 se graduó en el departamento de ingeniería electrónica y de comunicaciones de la Universidad Técnica de Yıldız. Entre 1997 y 1999 completó su Maestría en Administración de Empresas en la Universidad de Koç. En 1994 empezó a entrenar en Studio Oyuncuları y participó en varios partidos en el mismo lugar hasta 2001. En 1995 comenzó a actuar profesionalmente con Rhinophobia, escrita y dirigida por Şahika Tekand. Con este espectáculo participó en festivales realizados en Bulgaria y Macedonia. Luego debutó con Gitgel Dolap escrito por Harold Pinter y Oyuncu escrito y dirigido por Şahika Tekand. En 2000 protagonizó la trilogía de Heracles dirigida por Thedoros Terzopoulos en el X Festival de Juegos Antiguos celebrado en Delfos. En 2001 apareció nuevamente en la obra de teatro The Rhinoceros de Studio Oyuncuları. Protagonizó el proyecto Herakles bajo la dirección de Thedoros Terzopoulos, una coproducción turco-griega como parte de los Juegos Olímpicos de Teatro de 2006. En la temporada 2008-2009 protagonizó la obra de Kerem Kurdoğlu İstanbul da Bir Dava basada en Dava de Kafka. En 2009 empezó a trabajar de nuevo con Studio Oyuncuları e hizo Evridike'nin Crying, escrita y dirigida por Şahika Tekand. Además de teatro ha actuado en películas y series de televisión.

## Filmografía

### Actor

#### Cine
| Año  | Título                   | Personaje             | Director              |
| ---- | ------------------------ | --------------------- | --------------------- |
| 2000 | Herkes Kendi Evinde      | Murat                 | Semih Kaplanoğlu      |
| 2001 | Yeşil Işık               | Berk                  | Faruk Aksoy           |
| 2002 | O Şimdi Asker            | Ömer                  | Mustafa Altıoklar     |
| 2003 | Giz                      |                       | Ulas Ak               |
| 2003 | Crude (Fırsat)           | Ali                   | Paxton Winters        |
| 2004 | One Day In Europe        | Oficial de policía    | Hannes Stöhr          |
| 2004 | Gece 11:45               | Okan                  | Ercan Durmuş          |
| 2005 | Last Looks               | Productor             | Barry Alexander Brown |
| 2006 | Beş Vakit                |                       | Reha Erdem            |
| 2007 | Kayıp                    | Veli Çelik            |                       |
| 2009 | Güneşi Gördüm            | Lieutenant Caner      | Mahsun Kırmızıgül     |
| 2011 | Aşk Tesadüfleri Sever    | Burak                 | Ömer Faruk Sorak      |
| 2011 | Kaybedenler Kulübü       | Mete                  | Tolga Örnek           |
| 2011 | Dedemin İnsanları        | Ibrahim               | Cağan Irmak           |
| 2014 | Ocak Ayının İki Yüzü     |                       |                       |
| 2014 | The Two Faces of January | Yahya                 | Hossein Amini         |
| 2017 | İşe Yarar Bir Şey        | Yavuz Karaçalı        | Pelin Esmer           |
| 2018 | Kaybedenler Kulübü Yolda |                       | Mehmet Ada Öztekin    |
| 2022 | Aile Toplantısı          | Mete                  | Neslihan Yeşilyurt    |
| 2023 | Cenazemize Hos Geldiniz  |                       | Neslihan Yeşilyurt    |
| 2023 | Zaferin Rengi            | Mustafa Kemal Atatürk | Abdullah Oğuz         |

#### Televisión
| Año             | Título                                                 | Personaje         | Notas                                                  |
| --------------- | ------------------------------------------------------ | ----------------- | ------------------------------------------------------ |
| 2001            | Üzgünüm Leyla                                          |                   | 2 episodios                                            |
| 2001            | Karanlıkta Koşanlar                                    | Mehmet            | 10 episodios                                           |
| 2002            | Unutma Beni                                            | Esat              | 3 episodios                                            |
| 2002            | Zeybek Ateşi                                           | Gazeteci Burak    | 3 episodios                                            |
| 2003            | Estağfurullah Yokuşu                                   | Sadi              | 3 episodios                                            |
| 2004            | Arapsaçı                                               |                   | 4 episodios                                            |
| 2004            | 24 Saat                                                | Yiğit             | 4 episodios                                            |
| 2004            | Çalinan Ceset                                          |                   | Película de televisión dirigida por Andaç Haznedaroglu |
| 2005            | Rüzgarlı Bahçe                                         | Ozan              | 3 episodios                                            |
| 2005            | Tombala                                                | Cem               | Película de televisión dirigida por Safak Bal          |
| 2006            | Rüya Gibi                                              | Cenk Öztürk       | 3 episodios                                            |
| 2006            | Kabuslar Evi: Onlara Dokunmak                          | Yunus             | Película de televisión                                 |
| 2007-2009       | Dudaktan Kalbe                                         | Cemil Paşazade    | 75 episodios                                           |
| 2009-2011       | Ezel                                                   | Cengiz Atay       | 71 episodios                                           |
| 2012            | Son                                                    | Selim Karan       | 25 episodios                                           |
| 2012            | Esir Şehrin Gözyaşları - Bir Ferhat ile Şirin Hikayesi | Ferhat            |                                                        |
| 2013            | İntikam                                                | Rüzgar Denizci    | 22 episodios                                           |
| 2013            | Galip Derviş                                           | Engin Seçim       | 1 episodio                                             |
| 2016            | Yüzyillik Mühür                                        | Hilmi             | 10 episodios                                           |
| 2016-2017       | Cesur ve Güzel                                         | Rıza Chirpiji     | 18 episodios                                           |
| 2018            | Bir Kahramanin Rüyasi                                  |                   | Película de televisión dirigida por Aydin Bulut        |
| 2018-2019, 2023 | Bozkır                                                 | Seyfi Amir        | 18 episodios                                           |
| 2020            | Ramo                                                   | Yavuz Gürkan      | 27 episodios                                           |
| 2021            | Kırmızı Oda                                            | Zafer Karahanoğlu | 12 episodios                                           |
| 2021-2022       | Barbaroslar: Akdeniz'in Kılıcı                         | Pietro            | 20 episodios                                           |
| 2022            | 10 Bin Adim                                            | Gönenç            | 1 episodio                                             |
| 2022            | Cezailer                                               | Mert Güngel       | 8 episodios                                            |
| 2022-2023       | Sifirinci Gün                                          | Ejder / Salih     | 8 episodios                                            |
| 2023-presente   | Şahane Hayatım                                         | Onur Gümüşçü      | ¿? episodios                                           |

#### Cortometrajes
| Año  | Título                  | Personaje | Director     |
| ---- | ----------------------- | --------- | ------------ |
| 2001 | Model                   |           |              |
| 2003 | Prenses...Kankam ve Ben |           |              |
| 2004 | Apartman                | Mehmet    | Seyfi Teoman |
| 2006 | Taklit                  |           |              |
| 2007 | Yoldaki kedi            |           |              |
| 2020 | Hatira Fotografi        | Fuad      | Evre Ertas   |

### Actor de voz

#### Televisión
| Año  | Título                         | Notas         |
| ---- | ------------------------------ | ------------- |
| 2008 | Kung Fu Panda                  | Serie animada |
| 2008 | Prenses Lissi ve Karadamı Yeti | Serie animada |

## Teatro
| Año       | Título                | Teatro                          |
| --------- | --------------------- | ------------------------------- |
| 1995-1996 | Gergedanlaşma         | Studio Oyuncuları               |
| 1997-1998 | Gitgel Dolap          | Studio Oyuncuları               |
| 1999-2000 | Oyuncu                | Studio Oyuncuları               |
| 2000      | Triología de Heracles | IKSV/Attis Theatre ortak yapımı |
| 2000-2001 | Gergedanlaşma         | Studio Oyuncuları               |
| 2006      | Persler               | IKSV/Attis Theatre ortak yapımı |
| 2008-2009 | İstanbul'da Bir Dava  | Garajprod                       |
| 2008      | Evridike'nin Çığlığı  | Studio Oyuncuları               |
| 2016      | Godot'yu Beklerken    | Studio Oyuncuları               |
| 2019      | IO                    | Studio Oyuncuları               |
| 2021      | Aşınma                | Studio Oyuncuları               |

## Comerciales
| Año       | Título                            |
| --------- | --------------------------------- |
| 2000      | Turknoktane                       |
| 2000-2004 | Turkcell Hazırkart                |
| 2007      | IF İstanbul Festival reklam filmi |

## Programas de radio
| Año  | Título                                            | Personaje      | Cadeña      |
| ---- | ------------------------------------------------- | -------------- | ----------- |
| 2008 | My Name Is Red (Benim Adım Kırmızı - Orhan Pamuk) | Olive (Zeytin) | BBC Radio 4 |

## Premios y reconocimientos
| Año  | Premio                                             | Categoría                                       | Trabajo               | Resultado |
| ---- | -------------------------------------------------- | ----------------------------------------------- | --------------------- | --------- |
| 2008 | 50.º Premio de la asociación de escritores de cine | Mejor actor de reparto                          | İşe Yarar Bir Şey     | Ganador   |
| 2011 | Sadri Alisik Theatre and Cinema Awards             | Mejor actuación de actor de reparto en un drama | Aşk Tesadüfleri Sever | Nominado  |
| 2012 | ELLE Style Awards                                  | Mejor actor                                     | Son                   | Nominado  |
| 2017 | Turkish Film Critics Association (SIYAD) Awards    | Mejor actor de reparto                          | İşe Yarar Bir Şey     | Ganador   |
| 2022 | 24º Premio de teatro Afife                         | Actor más exitoso del año                       | Aşınma                | Ganador   |